# Alberto Balestrini
Alberto Edgardo Balestrini (Buenos Aires, 9 de marzo de 1947 - Banfield, 11 de abril de 2017) fue un abogado y político argentino, integrante del Partido Justicialista. Fue diputado nacional entre 1989 y 1995, senador provincial desde 1995 hasta 1999 e intendente del partido de La Matanza por los períodos 1999-2003 y 2003-2005. En 2005 fue elegido diputado nacional por la provincia de Buenos Aires, y asumió como presidente de la cámara baja. Fue vicegobernador de Buenos Aires durante la gestión de Daniel Scioli desde el 10 de diciembre de 2007 hasta el 7 de abril de 2010, fecha en que tuvo un accidente cerebrovascular.

## Primeros años
Hijo de un militar peronista que fue obligado a retirarse en 1955 por la dictadura autodenominada Revolución Libertadora, viviendo de niño en el exilio durante tres años en Chile
Alberto Balestrini estudió la carrera de magisterio y se graduó de maestro en el Instituto Padre Elizalde de Ciudadela, partido de Tres de Febrero. En la década de 1970 se inició en la vida política en el centro de estudiantes de la Universidad del Salvador en donde se graduó de abogado en 1975. Durante aquel período trabajó en la causa del padre Carlos Mugica. Fue diputado nacional entre 1989 y 1995, senador provincial desde 1995 hasta 1999 e intendente del partido de La Matanza por los períodos 1999-2003 y 2003-2005. Años después cursó la carrera de derecho. Se graduó como abogado en 1975 en la Universidad del Salvador.

## Trayectoria política
Balestrini subió escalafones dentro del Partido Justicialista bajo la protección del por aquel entonces «hombre fuerte» de La Matanza, Alberto Pierri. Sin embargo, cuando este último apoyó las aspiraciones reeleccionistas de Carlos Menem en contra de Eduardo Duhalde en 1999, Balestrini se alía a Duhalde y derrota en la interna justicialista. Por primera vez en la historia del partido, el justicialismo veía en peligro su continuidad en la jefatura del ejecutivo de La Matanza. Fue precisamente por el hecho que Balestrini tenía un impecable récord en la administración pública que Duhalde lo designa candidato por el justicialismo en el distrito. En 2015 la Cámara de Diputados bonaerense lo declaró “ciudadano ilustre”
En 1999 Balestrini logró derrotar a la candidata de la Alianza, la locutora y periodista Lidia Satragno, más conocida como Pinky, consagrándose intendente de La Matanza.
Hacia fines de los años noventa, Balestrini conformó con Julio Alak y Juan José Álvarez un trío conocido como «Los Tres Mosqueteros», que buscaban posicionarse como dirigentes jóvenes y con futuro dentro del peronismo. Balestrini mantuvo buenas relaciones con los dirigentes piqueteros Carlos Alderete y Luis D'Elía en González Catán se construyó el centro de eventos deportivos y culturales “Juan Domingo Perón” (un mini-estadio cerrado al estilo Orfeo de Córdoba) 
Secundó a Daniel Scioli en la fórmula para la gobernación de la provincia de Buenos Aires en las elecciones de 2007, imponiéndose ambos por un 49 %, venciendo a las fórmulas de la Coalición Cívica, encabezada por la exradical y dirigente del GEN, Margarita Stolbizer, y de Unión PRO, encabezada por Francisco de Narváez. Impulsó la Ley 25.019 de energía solar y eólica, el Programa de Mejoramiento de Barrios (PROMBA) y Apoyo Solidario a Adultos Mayores (ASOAMA) y la ampliación del Fondo de Incentivo Docente a universidades nacionales y la Ley de reconocimiento de prácticas Obstétricas 8.
En 2009 Balestrini se desempeñaba como presidente del Partido Justicialista de la provincia de Buenos Aires. En 2005, Kirchner le pidió que dejara su segundo mandato como intendente para encabezar la lista del FpV bonaerense en las legislativas que enfrentaba al Duhaldismo, con quien había roto lanzas. El incipiente kirchnerismo salió airoso en la elección, Balestrini se convirtió en diputado y presidente de la Cámara baja. Desde allí ayudó a construir las mayorías que Kirchner necesitaba para avanzar con sus leyes en el Parlamento.

## Últimos años
El 7 de abril de 2010, Balestrini sufrió un accidente cerebrovascular, por lo que fue internado en el Policlínico General San Martín de La Plata con grave urgencia, para más tarde ser trasladado a la Clínica Sagrada Familia en el barrio porteño de Belgrano. Los primeros días del mes de enero de 2011 fue derivado al centro de Rehabilitación ULME, del barrio de Nuñez. En enero de 2013, Balestrini volvió a caminar por primera vez desde que sufrió el ACV.
Fue reemplazado por Hugo Moyano como presidente del Partido Justicialista de la provincia de Buenos Aires.
Siete años después de su accidente cerebrovascular, Balestrini falleció a las 8:30 del 11 de abril de 2017 a los 70 años de edad, en una clínica privada de la localidad bonaerense de Banfield, en la que se encontraba internado por un proceso infeccioso.

## Vida privada
De un primer matrimonio, Balestrini tuvo tres hijos y un hijo del segundo.